# درباره شب قبل (فیلم ۱۹۸۶)
دربارهٔ شب قبل (انگلیسی: About Last Night) فیلمی آمریکایی در ژانر عاشقانه و کمدی-درام محصول سال ۱۹۸۶ است که به کارگردانی ادوارد زوئیک ساخته شده‌است. در این فیلم، راب لو و دمی مور نقش «دنی مارتین» و «دبی سالیوان» را بازی می‌کنند؛ زوجی یاپی اهل شیکاگو که برای نخستین بار وارد یک رابطهٔ جدی می‌شوند. جیمز بلوشی نیز در نقش «برنی لیتکو»، دوست و همکار دنی، حضور دارد. این فیلم همچنین نخستین حضور سینمایی الیزابت پرکینز و کاترین کینر را رقم زد. فیلم‌نامه توسط تیم کازورینسکی و «دنیس دکلو» نوشته شده و بر پایهٔ نمایش‌نامهٔ سال ۱۹۷۴ اثر دیوید ممت با نام انحراف جنسی در شیکاگو ساخته شده‌است. این فیلم با استقبال منتقدان و موفقیت تجاری روبه‌رو شد و در سال ۲۰۱۴ با بازیگرانی عمدتاً سیاه‌پوست بازسازی شد.

## داستان
در شیکاگو، «دنیل (دنی) مارتین» و «برنارد (برنی) لیتکو» دو دوست و همکار در دههٔ بیست زندگی خود هستند که دربارهٔ ماجراهای جنسی‌شان گفت‌وگو می‌کنند. تیم سافت‌بال تفریحی آن‌ها که تحت حمایت بار محلی «مادرز» است، در گرنت پارک با تیمی از یک آژانس تبلیغاتی رقابت می‌کند و پیروز می‌شود. یکی از تماشاگران این بازی، «دبورا (دبی) سالیوان» است که در همان شرکت تبلیغاتی کار می‌کند و رابطه‌ای پنهانی با رئیسش، «استیو کارلسون» دارد.
دبی توجه دنی را جلب می‌کند و آن‌ها کنار بشکهٔ آبجو با یکدیگر لاس می‌زنند. دبی و دوستانش «جون» و «پت» در مهمانی پس از بازی در «مادرز» شرکت می‌کنند. دبی در آن‌جا دوباره با دنی مواجه می‌شود. پت با دنی لاس می‌زند و جون به‌سرعت از او خوشش نمی‌آید. دنی و دبی شب را در آپارتمان دنی می‌گذرانند و با هم رابطه برقرار می‌کنند، اما دبی صبح زود از خانه می‌رود.
روز بعد، دنی با دبی تماس می‌گیرد و دربارهٔ «دیشب» با او صحبت کرده و از او برای قرار دوم دعوت می‌کند. دبی می‌پذیرد. بار دیگر با هم به رختخواب می‌روند و روز بعد را در سطح شهر می‌گذرانند. دنی به دبی می‌گوید که رؤیایش این است که شغل فعلی‌اش در شرکت تجهیزات رستورانی را رها کند و رستوران خودش را راه بیندازد. آن‌ها رابطه‌شان را جدی‌تر می‌کنند و با هم زندگی مشترک آغاز می‌کنند، که این تصمیم دوستانشان برنی و جون را که از هم خوششان نمی‌آید، ناراحت می‌کند.
با توجه به اینکه هیچ‌کدام پیش‌تر تجربهٔ رابطه‌ای جدی نداشته‌اند، تلاش می‌کنند بدون حمایت دوستان، با زندگی مشترک کنار بیایند. در طول رابطه، تجربه‌های گوناگونی دارند: تماس دنی با معشوقهٔ سابقش که حالا زن و بچه دارد، واکنش بد استیو به پایان رابطه‌اش با دبی، نرم‌تر شدن رفتار جون پس از آغاز رابطه‌اش با مردی به نام گری، ترس از بارداری ناخواسته، و درگیری دنی با رئیسش که از او می‌خواهد به رستوران کهنه‌ای به نام «سوالو» که متعلق به مشتری‌اش «گاس» است، دیگر مواد اولیه ندهد چون گاس بدهی دارد.
با وجود اینکه به هم «دوستت دارم» گفته‌اند، رابطه‌شان دچار تنش می‌شود. در یک مهمانی شب سال نو در «مادرز»، دبی شاهد آن است که پت مست به دنی نزدیک می‌شود، و جون می‌فهمد دوست‌پسرش ازدواج کرده و قصد بازگشت به همسرش را دارد. جون با گریه از دبی می‌خواهد او را به خانه برساند. دبی، با وجود اعتراض مست دنی، قبول می‌کند. وقتی به خانه برمی‌گردد، دنی از اوضاع ناراضی است و رابطه‌شان را تمام می‌کند. دبی بلافاصله وسایلش را جمع کرده و پیش جون می‌رود.
هردو وارد روابط جدید می‌شوند، اما دنی به‌تدریج از جدایی پشیمان می‌شود. مدتی بعد، دنی با دبی تماس می‌گیرد و از او فرصت دوباره می‌خواهد، اما دبی تماس را قطع می‌کند. در جشن روز سنت پاتریک در «مادرز»، آن‌ها دوباره با هم روبه‌رو می‌شوند. دنی به دبی می‌گوید که اشتباه کرده و هنوز عاشق اوست، اما دبی می‌گوید که گذشته‌ها گذشته و همه‌چیز تمام شده.
برای پشت سر گذاشتن این رابطه، دنی با گاس همکاری می‌کند تا رستوران سوالو را به سبک کلاسیک بازسازی کند و رویای خود را محقق می‌سازد. تابستان، در یک بازی دیگر سافت‌بال، دنی و برنی دبی را می‌بینند که همراه جون با دوچرخه از پارک عبور می‌کند. جون او را تشویق می‌کند که با دنی صحبت کند. دبی به‌سوی دنی می‌رود و هردو از پایان رابطه‌شان ابراز تأسف می‌کنند. وقتی دبی آمادهٔ رفتن می‌شود، دنی او را دوباره به یک قرار دعوت می‌کند و می‌گوید که جای جدیدی عالی را می‌شناسد، اما دبی با لبخند پیشنهاد می‌کند به «همان جایی قدیمی» بروند، که نشان می‌دهد از رستوران جدید دنی خبر دارد. وقتی سوار دوچرخه دور می‌شود، برنی دنی را قانع می‌کند که دنبال او برود، و دوربین از بالا عبور دنی و دبی از میان پارک را نشان می‌دهد.

## بازیگران
- راب لو در نقش دنی مارتین
- دمی مور در نقش دبی سالیوان
- جیم بلوشی در نقش برنی لیتگو
- الیزابت پرکینز در نقش جوآن
- مگان مولالی در نقش پت
- روسانا دسوتو در نقش خانم لیون
- روبن توماس در نقش استیو کارلسون